# Villards-d'Héria
Villards-d'Héria là một xã trong vùng hành chính Franche-Comté, thuộc tỉnh Jura, quận Saint-Claude, tổng Moirans-en-Montagne. Tọa độ địa lý của xã là 46° 25' vĩ độ bắc, 05° 44' kinh độ đông. Villards-d'Héria nằm trên độ cao trung bình là 650 mét trên mực nước biển, có điểm thấp nhất là 459 mét và điểm cao nhất là 961 mét. Xã có diện tích 9.63 km², dân số vào thời điểm 1999 là 476 người; mật độ dân số là 49 người/km².

## Thông tin nhân khẩu
| 1962 | 1968 | 1975 | 1982 | 1990 | 1999 |
| ---- | ---- | ---- | ---- | ---- | ---- |
| 331  | 341  | 384  | 392  | 391  | 476  |

## Địa điểm tham quan
Di tích của làng La Mã từ thế kỉ thứ 1.